# 1711
Évszázadok: 17. század – 18. század – 19. század
Évtizedek: 1660-as évek – 1670-es évek – 1680-as évek – 1690-es évek – 1700-as évek – 1710-es évek – 1720-as évek – 1730-as évek – 1740-es évek – 1750-es évek – 1760-as évek
Évek: 1706 – 1707 – 1708 – 1709 –  1710 – 1711 – 1712 – 1713 – 1714 – 1715 – 1716

## Események

### Határozott dátumú események
- január 9. – II. Rákóczi Ferenc Lengyelországba távozik, hogy tárgyaljon I. Péter orosz cárral.[1]
- január 31. – Rákóczi kíséretével megérkezik Vajára, hogy tárgyaljon Pálffy János gróffal, a magyarországi császári csapatok főparancsnokával.[2]
- február 6. – Az elfogott Béri Balogh Ádámot a császáriak kivégzik.[1]
- február 21. – II. Rákóczi Ferenc a Vereckei-hágón át örökre elhagyja Magyarországot.[3]
- április 6. – Rákóczi a kuruc hadsereg főparancsnokává Esterházy Antal tábornagyot nevezi ki.[1]
- április 13. (Julián naptár szerint április 2.) – Dimitrie Cantemir moldvai fejedelem oszmánellenes szövetséget köt I. Péter orosz cárral.[4]
- április 17. – Bécsben meghal I. József magyar király, akit fia, III. Károly követ a trónon.[2]
- április 27. – Kassa átadása.[1]
- április 30. – A Károlyi Sándor vezette kuruc sereg az előző napon véglegesített szatmári béke értelmében, a majtényi síkon leteszi zászlóit, és fegyvereit megtartva hazaoszlik.[5]
- május 1. – A konföderáció és a király képviselői Nagykárolyban aláírják – a Szatmárban folytatott hosszas tárgyalások után április 29-én véglegesített – békeokmányt.[2]
- június 23. – Elesik Munkács.[1]
- július 18. – A stănilești-i ütközetben(wd) a törökök legyőzik a I. (Nagy) Péter vezette orosz seregeket.[4]
- július 23. – A pruti egyezmény lezárja az 1710–11-es orosz–török háborút.[6]
- október 6. – A török Porta kinevezi az első fanarióta uralkodót Moldvában Nicolae Mavrocordat személyében.[6]
- október 11. – Frankfurtban császárrá választják VI. Károlyt.[7]
- november 19. – II. Rákóczi Ferenc és kísérete Danckába érkezik.[3]

## Születések
- január 1. – Franz von der Trenck osztrák császári-királyi katonatiszt († 1749)
- február 2. – Wenzel Anton Eusebius von Kaunitz osztrák diplomata († 1794)
- február 27. – Constantin Mavrocordat havasalföldi fejedelem († 1769)
- március 13. – Fekete György országbíró († 1788)
- április 26. / május 7. – David Hume skót filozófus és történész († 1776)
- május 15. – Petrus Clompe erdélyi szász filozófiai író († 1751)
- május 18. – Ruđer Bošković horvát polihisztor, fizikus, matematikus, filozófus, diplomata, költő, teológus, csillagász († 1787)
- május 31. – Johann Heinrich Samuel Formey francia-német író († 1797)
- szeptember 11. – William Boyce angol zeneszerző († 1779)
- szeptember 25. – Qianlong, (más átírás szerint: Csien-lung) a mandzsu Qing-dinasztia (Csing-dinasztia) császára († 1799)
- október 15. – Erzsébet Terézia lotaringiai hercegnő, szárd királyné, savoyai és piemonti hercegné († 1741)
- november 19. – Mihail Vasziljevics Lomonoszov orosz tudós († 1765)
- december 4. – Mária Borbála portugál infánsnő, VI. Ferdinánd spanyol király felesége († 1758)

Bizonytalan dátum
- Czinka Panna híres női cigányprímás († 1772)

## Halálozások
- január 4. – Despotovich János jezsuita rendi pap, tanár, költő (* 1638)
- február 6. – Balogh Ádám kuruc brigadéros (* 1665)
- február 8. – Aachs Mihály (magyarosan Ács Mihály), magyar író, evangélikus lelkész, iskolaigazgató (* 1672)
- március 13. – Nicolas Boileau francia költő (* 1636)
- április 17. – I. József magyar király és német-római császár[8] (* 1678)
- február 13. és április 26. között – Radics András kuruc követ a török portánál, Munkács majd Kassa várkapitánya (* 1640 körül)
- augusztus 12. – Bellusi Ferenc jezsuita rendi szerzetes, tanár (* 1653)